# Katie Piper
Kate Elizabeth Sutton, rodným jménem Kate Elizabeth Piper OBE (* 12. říjen 1983, Andover, Hampshire, Anglie) je britská modelka, televizní hlasatelka a spisovatelka, která účinkovala v několika televizních programech. Zároveň je považována za vzor odvážné ženy, která se nebála vzepřít svému krutému osudu.
Kariéru měla před sebou, ale v roce 2008 jí Stefan Sylvestre do obličeje vylil kyselinu sírovou, a způsobil jí tak na obličeji a hrudníku rozsáhlé popáleniny. Stefan byl kumpánem Danniela Lynche, jejího přítele. Oba dostali za tento zločin trest doživotního odnětí svobody. Katie absolvovala mnoho operací a léčení, čímž se škody z větší části podařilo napravit.
Ve spolupráci s Channel 4 byl natočen dokument Katie: My Beautiful Face, který odhaluje všechny okolnosti tohoto případu. Svůj život před útokem i po něm popsala v knize Krásná.
Její zásluhou vznikla nadace Katie Piper Foundation, která pomáhá lidem s podobným osudem.